# نيكولاس روسي
نيكولاس روسي (بالإسبانية: Nicolás Rossi)‏ هو لاعب كرة قدم أوروغواياني، ولد في 16 مايو 1998 في مونتفيدو في الأوروغواي.

## وصلات خارجية
- نيكولاس روسي على موقع قاعدة بيانات كرة القدم.إي يو (الإنجليزية)
- نيكولاس روسي على موقع Soccerway.com (الإنجليزية)